# Cépia
Cépia (francès: Cépie) és un municipi francès del departament de l'Aude i la regió d'Occitània.